# Bud Bird
Pour l’article homonyme, voir Bird.
John Williston (Bud) Bird O.C., LL.D. (né le 22 mars 1932) est un homme d'affaires et homme politique fédéral, provincial et municipal du Nouveau-Brunswick.

## Biographie
Né à Fredericton dans le Comté d'York, il fonda la J. W. Bird and Company Limited qui fut une entreprise de fourniture de matériaux pour l'industrie de la construction. En 1990, il fit l'acquisition de la William Stairs Son & Morrow Ltd. basée à Halifax en Nouvelle-Écosse. Après avoir vendu son entreprise, il dirige présentement les fonds Bird (Bird Holdings Ltd.)
Il entama sa carrière politique en servant comme maire de Fredericton de 1969 à 1974. En 1978, il est élu député provincial de l'Assemblée législative du Nouveau-Brunswick et devint également ministre des Ressources naturelles dans le gouvernement de Richard Hatfield. Après avoir démissionné de son poste de ministre en 1978, il quitta la politique provinciale en 1982. 
Élu député du Parti progressiste-conservateur du Canada dans la circonscription fédérale de Fredericton en 1988, il fut défait par le libéral Andy Scott en 1993.
Étant pêcheur actif et conservationniste, il est aussi président émérite de la Miramichi Salmon Association et devint directeur des Fédérations du saumon atlantique à la fois du Canada et des États-Unis.
Il est nommé officier de l'Ordre du Canada en 2001.